# Evil Skins
Ne doit pas être confondu avec Zyklon (groupe).
Evil Skins est un groupe de rock néonazi français. Formé en 1983, ils publient deux disques sur les labels Intensive Produc. et Evil Records (réalisé par Rock-O-Rama). Le groupe est dissous en 1987.
La réputation sulfureuse du groupe et leur attitude provocante, leur permettent de constituer une certaine légende dans le milieu skinhead d'extrême droite, où ils restent jusqu'à présent une référence sur le plan historique. Après la séparation du groupe pour cause de changement d'idées, Sniff, P'tit Willy et Bertrand, forment en 1990 un autre groupe, apolitique, appelé les Teep'n Teepatix.

## Biographie

### Débuts et notoriété (1983–1987)
Originaire de la région parisienne et du Havre, le groupe se forme en 1983. Nommé dans un premier temps Zyklon B, il est d'abord composé d'Iman Zarandifar (alias Sniff ou Fesni) au chant, William Deligny (alias P'tit Willy) à la guitare, Régis Kerhuel (1965-2019) à la basse et Cornette à la batterie. Bertrand remplace Régis à la basse, devenant également manager du groupe.
Au début des années 1980, Sniff et P'tit Willy rencontrent Madskin (qui a des notions de basse) et Cornette, skinheads du Havre avec qui ils décident de monter un groupe de rock anti-communiste. En 1984, à la sortie d'un bar-concert, à Paris, dans le quartier festif d'Oberkampf, une bagarre oppose le chanteur, Sniff, à Laurent Jacqua, un jeune de 17 ans. Sniff est blessé d'un coup de revolver : il est atteint à la colonne vertébrale et restera paralysé. À la suite de cet événement, le chanteur continue malgré tout au sein des Evil Skins, chantant désormais en chaise roulante.
En 1986, ils publient leur premier 45 tours Docteur Skinhead sur leur label Intensive Produc., qui fera connaître le groupe dans le milieu skinhead. Pour leur premier concert, ils assistent à une scène ouverte et prennent d'assaut la scène, expulsent les musiciens en train de jouer, prennent leurs instruments et jouent. C'est la photo qu'il y a sur le premier 45 tours des Evil Skins.
L'année suivante sort l'album intitulé Une force, une cause, un combat sur le label Evil Records (réalisé par Rock-O-Rama Records). Parmi les titres les plus connus du groupe, peuvent être mentionnés : La Zyklon Army, Bêtes et méchants, Paris by Night, Marcel ne regrette rien, Vivre pour frapper, Docteur Skinhead, Le Poisseux, Un amour perdu et Luxembourg.

### L'après Evil Skins

#### Années 1990
Après la séparation du groupe en 1987 pour cause de changement d'idées, Sniff, P'tit Willy et Bertrand forment en 1990 le groupe Teep'n Teepatix, groupe totalement apolitique qui jouera en première partie d'un concert des Wampas cette même année. Ses membres se démarquent alors définitivement de l'extrême-droite et s'éloignent rapidement de la mouvance skinhead. Il apparaît ensuite que P'tit Willy, ex-guitariste du groupe converti à l'hindouisme, chante dans un groupe d'orientation punk hardcore dont les paroles traitent notamment de non-violence, végétarisme et discrimination raciale et religieuse.
En 1995, leur ancien label, Evil Records, publie une compilation éponyme en hommage à Evil Skins.
Durant les années 1990, Sniff change de mode de vie et s'installe à Ibiza. Dans une interview accordée en 1992, il s'explique sur son appartenance passée en affirmant qu'il s'agissait davantage d'une manifestation de rejet de la société que d'une réelle adhésion au néo-nazisme. En 1996, le chanteur s'oriente vers la spiritualité.

#### Années 2000 et 2010
Régis Kerhuel, ex-bassiste du groupe et militant des Jeunesses nationalistes révolutionnaires (JNR) du militant néo-nazi Serge Ayoub dont il est le second supposé, est arrêté en 1998 et condamné en octobre 2000 à vingt ans de réclusion criminelle pour sa participation au meurtre de James Dindoyal au Havre, le 18 juin 1990. Il est libéré en 2010 après avoir effectué la moitié de sa peine,,. Il décède le 8 août 2019, à l'age de 54 ans.
Le guitariste du groupe William Deligny, quant à lui, se considère comme un repenti et est à présent moine Vaishnava dans une communauté hindoue. Auteur de livres religieux, il ouvre en 2003 un centre, puis un monastère, à Rouen. En 2013, Il témoigne dans le cadre de l'affaire Clément Méric.

## Idéologie et symbolisme
Initialement appelé Zyklon B (et la bande qui s'agglomère autour de lui la Zyklon Army), le premier nom du groupe est une référence directe au Zyklon B utilisé par les nazis pour leurs assassinats de masse dans les camps d'extermination durant la Deuxième Guerre mondiale. D'après le sociologue et journaliste Eric Rossi, ancien militant des Jeunesses Nationalistes Révolutionnaires, Serge Ayoub aurait rapidement décidé de se débarrasser des membres « non-européens » de l'entourage du groupe, et de remplacer la Zyklon Army par le Nazi Klan dont la bande des « skins du Luco » (autres skinheads d'extrême-droite évoluant dans le secteur du Jardin du Luxembourg) vient alors grossir les rangs. Le Nazi Klan a un uniforme et un insigne : la rune d'Odal rouge sur fond noir, que les Evil Skins porteront sur leurs blousons et représenteront systématiquement sur leurs disques et affiches.
La rune d'Odal rouge est un abrégé de la philosophie politique relativement succincte des Evil Skins et du Nazi Klan. Pendant la Seconde Guerre mondiale, la rune, modifiée avec un empattement, fut utilisée en Allemagne par la 7e division SS de volontaires de montagne Prinz Eugen et la 23e division SS de volontaires néerlandais, le Bureau pour la race et le peuplement (RuSHA), le Volksverwering (une milice nazie belge fondée en 1937 à Anvers et collaborationniste durant la guerre), ou encore, en version inversée, par le parti collaborationniste français RNP. Cette dernière version de la rune a été utilisée par le groupe néo-nazi Wiking-Jugend fondé en 1952 en Allemagne, un mouvement allemand de scoutisme nazi recréé par d'anciens cadres de la Hitler Jugend. Il renvoie à l'idéologie Blut und Boden de Richard Walther Darré et signifie l'attachement de la race (le sang) à la terre (le sol), tout groupe humain étant d'après Darré indissociable du seul territoire où son potentiel peut s'exprimer.
Dès le début de la Seconde Guerre mondiale, la rune d'Odal a été adoptée par la 7e division SS composée de volontaires Volksdeutsche, c'est-à-dire d'Allemands qui, à la suite du démembrement de l'Empire allemand et par le jeu du redécoupage territorial de l'Europe, s'étaient retrouvés derrière les frontières nationales et avaient, selon eux, résisté à la fois à la déportation (enracinement dans le sol) et à l'assimilation (préservation du sang). Le port de la rune d'Odal rouge sur fond noir est désormais interdit dans la Communauté européenne du fait de la jurisprudence allemande, le ministère de l'Intérieur de la République Fédérale d'Allemagne ayant dissous la Wiking-Jugend le 10 novembre 1994, et déclaré ses insignes hors-la-loi.
Le nazisme allemand n'est cependant pas la seule référence des Evil Skins : ceux-ci composeront l'hymne des JNR sous le titre Croire, combattre, obéir qui est la traduction littérale du mot d'ordre fasciste Credere! Obbedire! Combattere! promulgué par le Duce Benito Mussolini.

## Style musical
Artistiquement différents de leurs rivaux Légion 88, Tolbiac's Toads ou West Side Boys, autres groupes skinheads situés à l'extrême-droite à divers degrés, les Evil Skins se singularisent sur les morceaux les plus originaux par une fusion de musique ska et punk syncopée avec accompagnement et solos de cuivres. Les textes, rédigés dans un mélange de verlan et d'argot, relève soit de la provocation politique fascistoïde, soit de la vision de la rue et de la mouvance skinhead entretenue par le groupe à travers ses chansons teintées de clownerie nihiliste ou auto-parodiques. Des textes qui renforcent l'impression de violence arbitraire et d'euphorie « bête et méchante », comme ils le résument et revendiquent à leur endroit dans une de leurs chansons les plus connues (Bêtes et méchants), relevant volontiers des thématiques et de l'esthétique — largement répandues dans les milieux alternatifs et communes aux groupes punks, skinheads et au-delà — directement inspirées de L'Orange mécanique d'Anthony Burgess, qui relate les exactions des « drougies » d'Alex DeLarge, et du film mythique adapté du livre par Stanley Kubrick .

## Discographie officielle

### EP
- 1986 : Docteur Skinhead – (Intensive Produc.)

### LP
- 1987 : Une force, une cause, un combat – (Evil Records / Rock-O-Rama Records)

### Compilations
- 2017 : Bêtes Et Méchants – (Rappel A L'Ordre Productions)